# Academia Brasileira de Filologia
A Academia Brasileira de Filologia (ABRAFIL), fundada a 26 de agosto de 1944, com sede no Rio de Janeiro, é uma entidade cultural, sem fins lucrativos, que tem por objetivo o trato de assuntos concernentes à filologia e à linguística.
Composta por quarenta membros efetivos, filólogos brasileiros natos ou naturalizados, e por até oitenta sócios correspondentes, sendo quarenta residentes no Brasil, exceto no estado do Rio de Janeiro, e quarenta residentes em países estrangeiros, com representação dos países de língua oficial portuguesa e das nações em que ela é estudada, sendo condição indispensável para ser admitido como membro efetivo do quadro permanente, ou sócio correspondente, ter o candidato publicado obra de reconhecido valor filológico .